# لوزنشتاین
لوزنشتاین (به آلمانی: Losenstein) یک منطقهٔ مسکونی در اتریش است که در ناحیه استیر لند واقع شده‌است. لوزنشتاین ۱۹ کیلومتر مربع مساحت دارد ۳۴۸ متر بالاتر از سطح دریا واقع شده‌است.